# Emelda Okiro
Emelda Aluoch Okiro (née en 1977) est une chercheuse kényane en santé publique qui dirige l'unité de santé de la population du Kenya Medical Research Institute - programme Wellcome Trust au Kenya. Elle cherche à comprendre les déterminants des transitions de santé et à évaluer l'accès à l'information sur la santé. Elle est membre de l'Académie africaine des sciences.

## Enfance et éducation
Okiro est née au Kenya, parmi neuf frères et sœurs. Elle est allée à l'école à Nairobi et à Kitale. Elle est étudiante de premier cycle à l'université Egerton (en), où elle se spécialise en biochimie et en chimie. Elle termine sa recherche doctorale entre l'Open University et l'université de Warwick, étudiant le virus respiratoire syncytial (RSV) et comment il se transmet dans le ménage et la communauté. Elle recueille des données à Kilifi, où près de vingt mille nourrissons sont hospitalisés chaque année pour une pneumonie induite par le VRS. Elle montre que des échantillons de salive peuvent être utilisés pour diagnostiquer le VRS, ce qui éviterait le besoin d'échantillons de sang. Après avoir obtenu son doctorat, elle déménage à l'université de Nairobi, où elle travaille sur le paludisme. Elle étudie comment le plasmodium falciparum varie dans des sites avec différentes endémicités paludéennes. Elle rejoint l'Institut de métrologie et d'évaluation de la santé de l'université de Washington, où elle travaille sur le projet Access, Bottlenecks, Costs and Equity (ABCE).

## Recherche et carrière
Okiro travaille comme agente de programme à la Fondation Bill-et-Melinda-Gates, où elle est basée dans l'équipe de santé mondiale. Elle étudie l'impact des programmes de lutte contre le paludisme et antirétroviraux et elle est responsable de la mise en place et de la coordination du Malaria Modeling Consortium. Elle quitte la Fondation pour travailler au Philips Research Lab en Afrique.
Okiro est nommée à l'unité de santé de la population du Kenya Medical Research Institute - Wellcome Trust en 2016. Elle étudie l'épidémiologie du paludisme et travaille à renforcer l'utilisation des données de santé dans l'élaboration des politiques. Elle s'intéresse à l'hétérogénéité spatiale de la survie des enfants au Kenya. Elle est élue à l'Académie africaine des sciences en 2020.
En 2022, Okiro est l'une des cinq chercheurs africains à recevoir une bourse de recherche senior du Wellcome Trust. Cette année-là, elle est nommée professeure.

## Publications (sélection)
- (en) Wendy P O'Meara, Phillip Bejon, Tabitha W Mwangi, Emelda A Okiro, Norbert Peshu, Robert Snow, Charles R J C Newton et Kevin Marsh, « Effect of a fall in malaria transmission on morbidity and mortality in Kilifi, Kenya », The Lancet, Elsevier, vol. 372, no 9649,‎ 1er novembre 2008, p. 1555-1562 (ISSN 0140-6736 et 1474-547X, OCLC 01755507, PMID 18984188, PMCID 2607008, DOI 10.1016/S0140-6736(08)61655-4).
- (en) Simon I Hay, Emelda A Okiro, Peter W Gething, Anand P Patil, Andrew J Tatem, Carlos A Guerra et Robert W Snow, « Estimating the global clinical burden of Plasmodium falciparum malaria in 2007 », PLOS Medicine, PLoS, vol. 7, no 6,‎ juin 2010, e1000290 (ISSN 1549-1277 et 1549-1676, OCLC 54674092, PMID 20563310, PMCID 2885984, DOI 10.1371/JOURNAL.PMED.1000290).
- (en) Emelda A Okiro, Simon I. Hay, Priscilla W Gikandi, Shahnaaz K Sharif, Abdisalan M Noor, Norbert Peshu, Kevin Marsh et Robert Snow, « The decline in paediatric malaria admissions on the coast of Kenya », Malaria Journal, BMC et Springer Science+Business Media, vol. 6,‎ 15 novembre 2007, p. 151 (ISSN 1475-2875, OCLC 891213153, PMID 18005422, PMCID 2194691, DOI 10.1186/1475-2875-6-151).

## Vie privée
Okiro est membre du conseil consultatif international de The Lancet .